# Championnat d'Autriche de football 1994-1995
Navigation
Saison précédente Saison suivante
La saison 1994-1995 du Championnat d'Autriche de football est la 84e édition du championnat de première division en Autriche. La Bundesliga regroupe les 10 meilleurs clubs du pays au sein d'une poule unique où ils s'affrontent quatre fois au cours de la saison, 2 fois à domicile et 2 fois à l'extérieur. À la fin de la saison, le dernier au classement est relégué tandis que le 9e joue un match de barrage face au vice-champion de 2.Bundesliga, la deuxième division autrichienne.
C'est le club du SV Austria Salzbourg, tenant du titre, qui remporte à nouveau le championnat en terminant en tête du classement final, à égalité de points mais avec une meilleure différence de buts que le SK Sturm Graz et un point d'avance sur le SK Rapid Vienne (vainqueur de la Coupe d'Autriche). C'est le 2e titre de champion d'Autriche de l'histoire du club.

## Les 10 clubs participants
| - SK Rapid Vienne - VfB Mödling - FC Linz - Promu de 2.Bundesliga - FC Wacker Innsbruck - Linzer ASK - Promu de 2.Bundesliga | - Austria Salzbourg - SK Vorwärts Steyr - FC Admira Wacker - FK Austria Vienne - SK Sturm Graz |

## Compétition

### Classement
Le barème utilisé pour établir le classement est le suivant :
- Victoire : 2 points
- Match nul : 1 point
- Défaite : 0 point

| Rang | Équipe                 | Pts | J  | G  | N  | P  | Bp | Bc | Diff |
| ---- | ---------------------- | --- | -- | -- | -- | -- | -- | -- | ---- |
| 1    | SV Austria Salzbourg T | 47  | 36 | 15 | 17 | 4  | 48 | 24 | +24  |
| 2    | SK Sturm Graz          | 47  | 36 | 18 | 11 | 7  | 58 | 41 | +17  |
| 3    | SK Rapid Vienne C      | 46  | 36 | 19 | 8  | 9  | 63 | 50 | +13  |
| 4    | FK Austria Vienne      | 43  | 36 | 16 | 11 | 9  | 58 | 38 | +20  |
| 5    | FC Tirol Innsbruck     | 40  | 36 | 15 | 10 | 11 | 61 | 44 | +17  |
| 6    | Linzer ASK P           | 39  | 36 | 14 | 11 | 11 | 51 | 44 | +7   |
| 7    | FC Admira Wacker       | 33  | 36 | 11 | 11 | 14 | 48 | 55 | -7   |
| 8    | SK Vorwärts Steyr      | 29  | 36 | 9  | 11 | 16 | 40 | 49 | -9   |
| 9    | FC Linz P              | 20  | 36 | 5  | 10 | 21 | 33 | 81 | -48  |
| 10   | VfB Mödling            | 16  | 36 | 4  | 8  | 24 | 28 | 62 | -34  |

|  | Qualification pour la Ligue des champions 1995-1996  |
|  | Qualification pour la Coupe des Coupes 1995-1996     |
|  | Qualification pour la Coupe UEFA 1995-1996           |
|  | Qualification pour la Coupe Intertoto 1995           |
|  | Participation au barrage de promotion-relégation     |
|  | Relégation directe en 2.Bundesliga                   |
|  | T Tenant du titre C Vainqueur de la Coupe d'Autriche |

#### Barrage de promotion-relégation
Le 9e du classement affronte le vice-champion de 2.Bundesliga en matchs aller-retour afin de connaître le dernier club participant au championnat la saison prochaine.
| Équipe 1 | Résultat | Équipe 2               | Aller | Retour |
| -------- | -------- | ---------------------- | ----- | ------ |
| FC Linz  | 0 - 3    | SV Ried (2.Bundesliga) | 0 - 2 | 0 - 1  |

## Bilan de la saison
| Championnat d'Autriche de football 1994-1995 |                                 |
| Champion                                     | SV Austria Salzbourg (2e titre) |
| Coupes et trophées                           |                                 |
| Vainqueur de la Coupe d'Autriche 1994-1995   | SK Rapid Vienne                 |
| Qualifications continentales                 |                                 |
| Ligue des champions 1995-1996                | SV Austria Salzbourg            |
| Coupe des Coupes 1995-1996                   | SK Rapid Vienne                 |
| Coupe UEFA 1995-1996                         | SK Sturm Graz                   |
| Coupe UEFA 1995-1996                         | FK Austria Vienne               |
| Coupe Intertoto 1995                         | FC Tirol Innsbruck              |
| Coupe Intertoto 1995                         | Linzer ASK                      |
| Coupe Intertoto 1995                         | SK Vorwärts Steyr               |
| Promotions et relégations                    |                                 |
| Promus en Bundesliga                         | Grazer AK                       |
| Promus en Bundesliga                         | SV Ried                         |
| Relégués en 2.Bundesliga                     | FC Linz                         |
| Relégués en 2.Bundesliga                     | VfB Mödling                     |